# Computadora de tubos de vacío

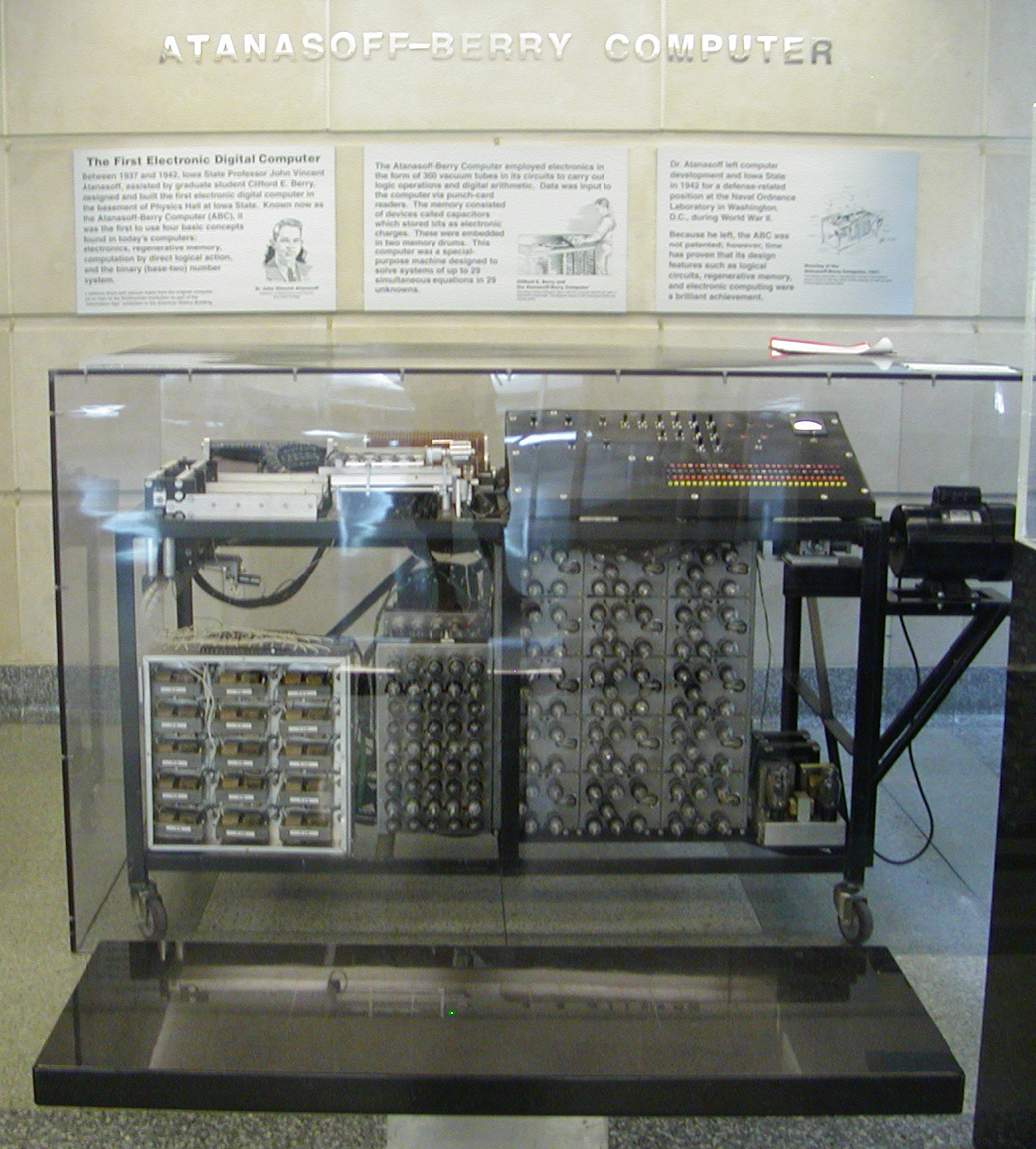
Réplica de la computadora Atanasoff–Berry en la Universidad Estatal de Iowa

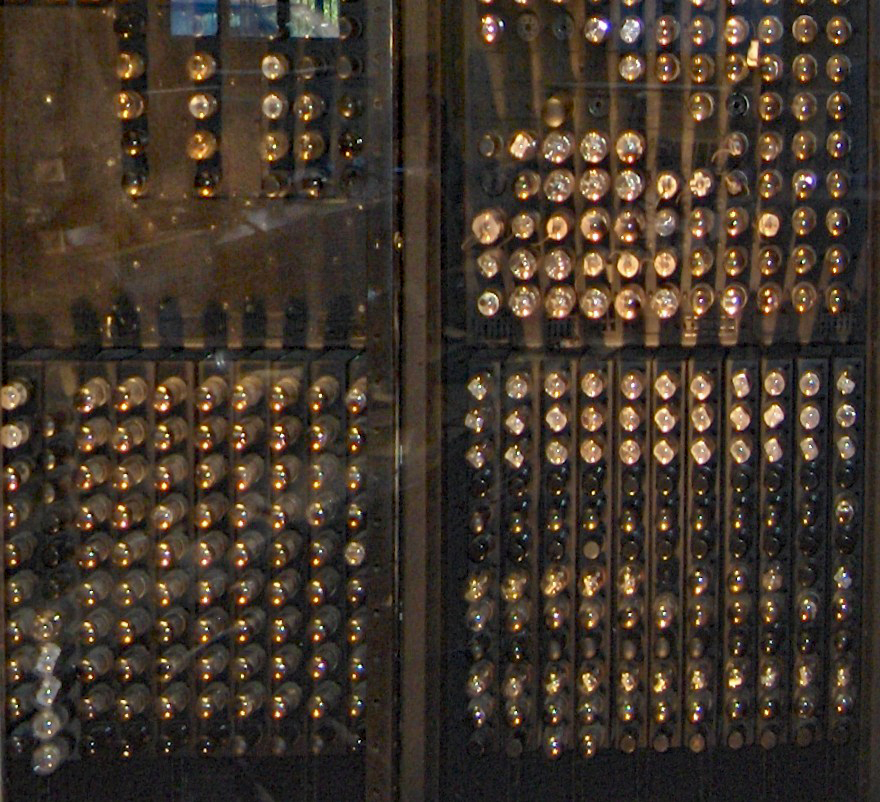
La computadora ENIAC de 1944 utilizó aproximadamente 17.468 tubos de vacío

Una computadora de tubos de vacío, ahora denominada computadora de primera generación, es una computadora que usa tubos de vacío para sus circuitos lógicos. Aunque fueron reemplazadas por computadoras transistorizadas de segunda generación, las computadoras con tubo de vacío continuaron construyéndose en la década de 1960. Estas computadoras eran en su mayoría diseños especiales y únicos.

## Desarrollo
En 1918, Eccles y Jordan describieron el uso de amplificadores de tubo de vacío usando acoplamiento cruzado para producir tren de pulsos. Este circuito se convirtió en la base del sistema flip-flop, un circuito con dos estados que se convirtió en el elemento fundamental de las computadoras electrónicas binarias digitales modernas. 
La computadora Atanasoff-Berry, cuyo prototipo fue demostrado por primera vez en 1939, a día de hoy se acredita como la primera computadora con tubo de vacío. Sin embargo, no podía usarse como una computadora de uso general capaz de resolver sistemas de ecuaciones lineales y tampoco era muy confiable. 
Durante la Segunda Guerra Mundial, se utilizaron computadoras digitales con tubos de vacío de propósito especial, como la computadora Colossus, usada para descifrar cifrados alemanes y japoneses. La inteligencia militar reunida por estos sistemas era esencial para el esfuerzo de guerra aliado. 

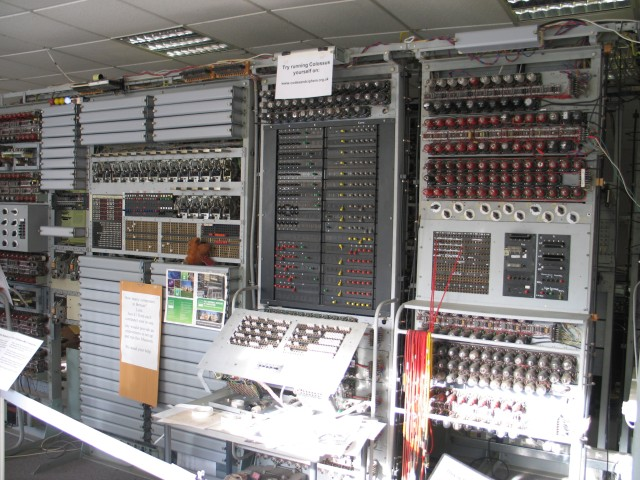
La computadora Colossus en Bletchley Park

Cada computadora Colossus utilizaba entre 1.600 y 2.400 tubos de vacío. La existencia de la máquina se mantuvo en secreto y el público desconocía su aplicación hasta la década de 1970.  
También durante la guerra, Konrad Zuse desarrolló computadoras binarias electro-mecánicas. El establecimiento militar alemán durante la guerra no priorizó el desarrollo de computadoras. En 1942 se desarrolló un circuito informático electrónico experimental con alrededor de 100 tubos de vacío, pero se destruyó en un ataque aéreo. 
En los Estados Unidos, el trabajo de la computadora ENIAC comenzó a fines de la Segunda Guerra Mundial. La máquina fue terminada en 1945. Aunque una aplicación que motivó su desarrollo fue la producción de mesas de tiro para artillería, uno de los primeros usos de la ENIAC fue realizar cálculos relacionados con el desarrollo de una bomba de hidrógeno. La ENIAC se programó con paneles de conexión e interruptores en vez de un programa almacenado electrónicamente. Una serie de conferencias de posguerra que revelaron el diseño de ENIAC, y un informe de John von Neumann sobre un sucesor previsible de ENIAC, primer borrador de un informe sobre EDVAC, se distribuyeron ampliamente e influyeron en el diseño de computadoras de tubo durante el periodo de posguerra. 
La Ferranti Mark 1 (1951) se considera la primera computadora de tubos de vacío de uso comercial. La primera computadora de este tipo producida en masa fue la IBM 650 (1953). 

## Problemas de diseño
La tecnología de tubo de vacío requería una gran cantidad de electricidad. La computadora ENIAC (1946) tenía más de 17,000 tubos y sufría fallas de tubo (que tardaría aproximadamente 15 minutos en ubicarse) en promedio cada dos días. En funcionamiento, el ENIAC consumió 150 kilovatios de potencia, de los cuales 80 kilovatios se utilizaron para calentar tubos, 45 kilovatios para fuentes de alimentación de corriente directa, 20 kilovatios para ventiladores y 5 kilovatios para equipos auxiliares de tarjetas perforadas. 

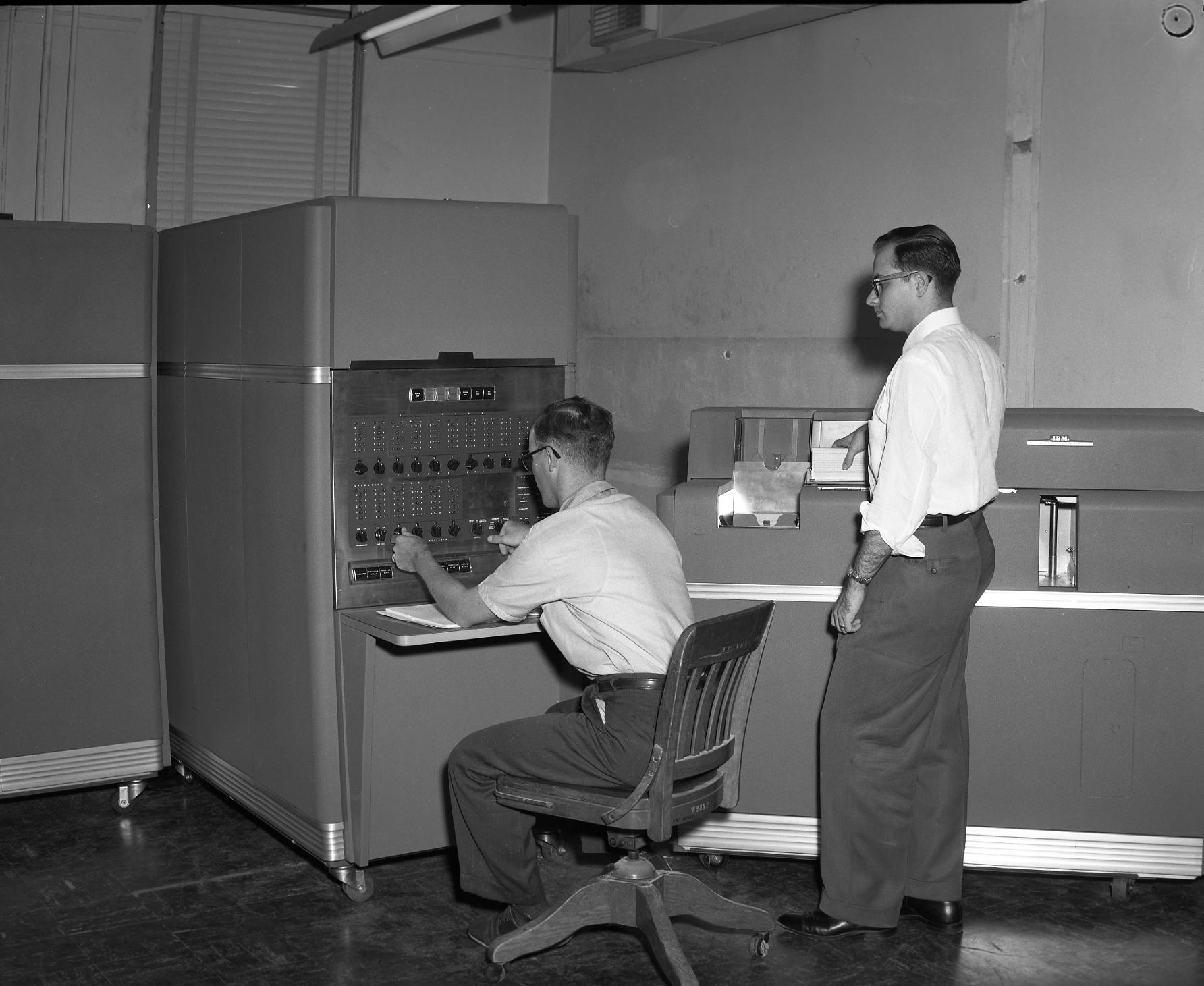
Una IBM 650 en la Texas A&M University.

Debido a que la falla de cualquiera de los miles de tubos en una computadora podría dar lugar a errores, la confiabilidad del tubo era de gran importancia. Se construyeron tubos de calidad especial para el servicio informático, con estándares más altos de materiales, inspección y prueba que los tubos receptores estándar. 
Un efecto de la operación digital que rara vez apareció en los circuitos analógicos fue la intoxicación por cátodos. Los tubos de vacío que funcionaban durante intervalos prolongados sin placa desarrollarían una capa de alta resistividad en los cátodos, reduciendo la ganancia del tubo. Se requirieron materiales especialmente seleccionados para tubos de computadora para evitar este efecto. Para evitar tensiones mecánicas asociadas con el calentamiento de los tubos a la temperatura de funcionamiento, a menudo los calentadores de tubos tenían su voltaje de funcionamiento completo aplicado lentamente, durante un minuto o más, para evitar fracturas relacionadas con el estrés de los calentadores catódicos. La energía del calentador podría dejarse encendida durante el tiempo de espera de la máquina, con los suministros de placas de alto voltaje desconectados. Las pruebas marginales se incorporaron a los subsistemas de una computadora con tubo de vacío; Al reducir los voltajes de la placa o del calentador y probar el funcionamiento adecuado, se pueden detectar componentes en riesgo de falla temprana. Para regular todos los voltajes de la fuente de alimentación y evitar que las sobre tensiones y caídas de la red eléctrica afecten el funcionamiento de la computadora, la energía se obtuvo de un motor-generador que mejoró la estabilidad y la regulación de los voltajes de la fuente de alimentación.   
Se utilizaron dos grandes tipos de circuitos lógicos en la construcción de computadoras con tubos de vacío. El tipo de acoplamiento de corriente directa de tipo "asíncrono" o directo, utilizaba solo resistencias para conectarse entre puertas lógicas y dentro de las mismas puertas. Los niveles lógicos estaban representados por dos voltajes ampliamente separados. En el tipo de lógica "asíncrona" o de "pulso dinámico", cada etapa estaba acoplada por redes de pulso tales como transformadores o condensadores. Cada elemento lógico tenía un pulso de tipo "reloj" aplicado. Los estados lógicos fueron representados por la presencia o ausencia de pulsos durante cada intervalo de reloj. Los diseños asíncronos podrían funcionar más rápido, pero requerían más circuitos para protegerse contra las "razas" lógicas, ya que las diferentes rutas lógicas tendrían diferentes tiempos de propagación desde la entrada hasta la salida estable. Los sistemas sincrónicos evitaron este problema, pero necesitaban circuitos adicionales para distribuir una señal de reloj, que podría tener varias fases para cada etapa de la máquina. Las etapas lógicas de acoplamiento directo fueron algo sensibles a la deriva en los valores de los componentes o pequeñas corrientes de fuga, pero la naturaleza binaria de la operación les dio a los circuitos un margen considerable contra el mal funcionamiento debido a la deriva. Un ejemplo de un cálculo de "pulso" (sincrónico) fue el MIT Whirlwind. Las computadoras IAS (LLIAC y otras) usaban etapas lógicas asíncronas de acoplamiento directo. 
Las computadoras de tubo utilizaron principalmente triodos y pentodos como elementos de conmutación y amplificación. Al menos un tubo de compuerta especialmente diseñado tenía dos rejillas de control con características similares, lo que le permitió implementar directamente una compuerta AND de dos entradas. A veces se usaban tirratrones, como para conducir dispositivos de E / S o para simplificar el diseño de pestillos y registros de retención. A menudo, las computadoras con tubos de vacío hicieron un uso extensivo de diodos de estado sólido ("cristal") para realizar funciones lógicas AND y OR, y solo usaron tubos de vacío para amplificar señales entre etapas o para construir elementos como flip-flops, contadores y registros. Los diodos de estado sólido redujeron el tamaño y el consumo de energía de la máquina en general. 

## Tecnología de memoria
Los sistemas tempranos utilizaron una variedad de tecnologías de memoria antes de finalmente establecerse en la memoria de núcleo magnético. La computadora Atanasoff – Berry de 1942 almacenó valores numéricos como números binarios en un tambor mecánico giratorio, con un circuito especial para actualizar esta memoria "dinámica" en cada revolución. La ENIAC durante tiempos de guerra podía almacenar 20 números, pero los registros de tubos de vacío utilizados eran demasiado caros de construir para almacenar más que unos pocos números. Una computadora programada almacenada estaba fuera del alcance hasta que se pudiera desarrollar una forma económica de memoria. Maurice Wilkes construyó la EDSAC en 1947, que tenía una memoria de línea de retardo de mercurio que podía almacenar 32 palabras de 17 bits cada una. Dado que la memoria de la línea de retardo estaba inherentemente organizada en serie, la lógica de la máquina también era de serie en bits.  
La memoria de línea de retardo de mercurio fue utilizada por J. Presper Eckert en la EDVAC y la UNIVAC I. Eckert y John Mauchly recibieron una patente para la memoria de línea de retardo en 1953. Los bits en una línea de retardo se almacenan como ondas de sonido en el medio, las cuales viajan a una velocidad constante. El UNIVAC I (1951) usó siete unidades de memoria, cada una con 18 columnas de mercurio, almacenando 120 bits cada una. Esto proporcionó una memoria de 1000 palabras de 12 caracteres con un tiempo de acceso promedio de 300 microsegundos. Este subsistema de memoria formó su propia sala de visitas. 

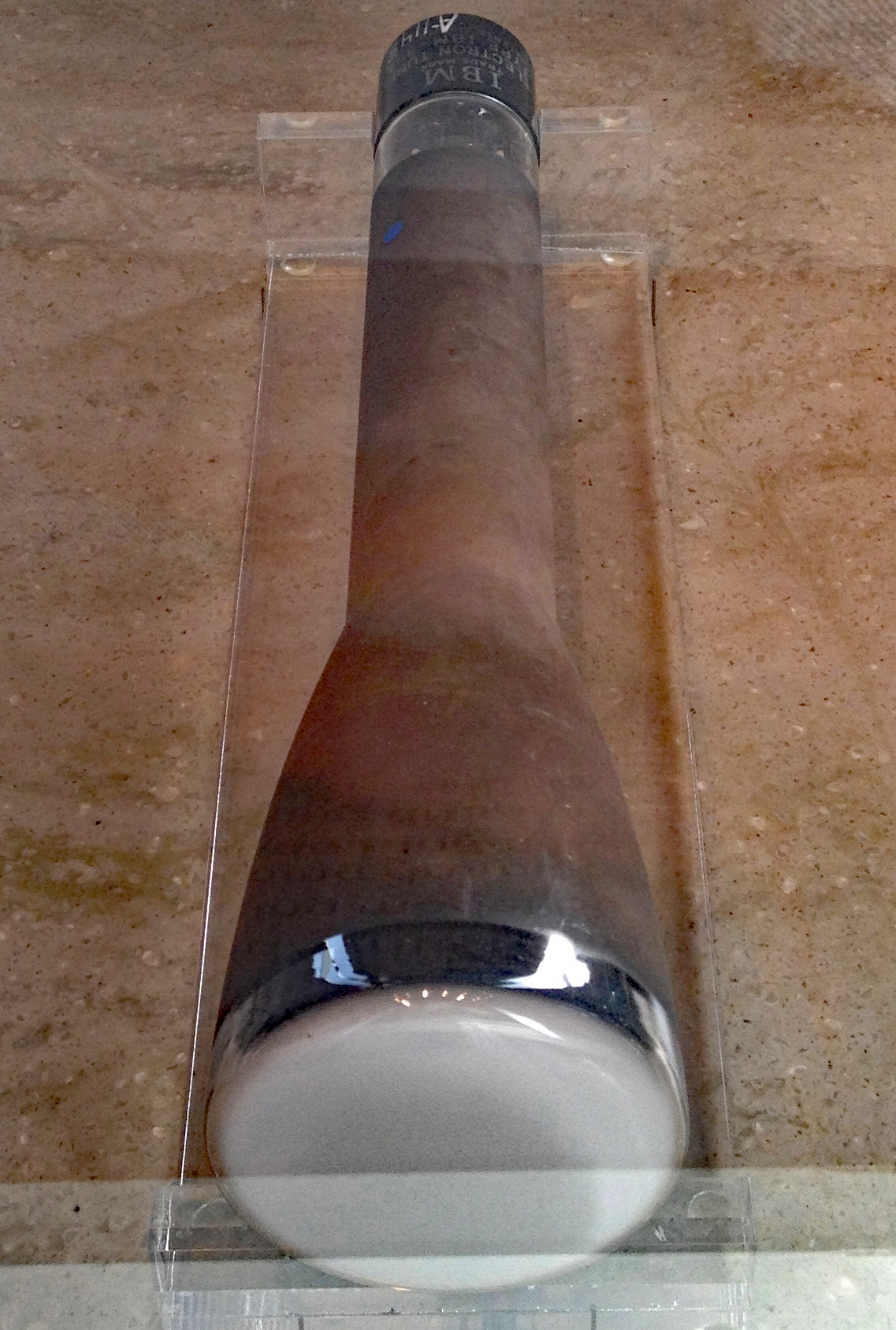
Tubo Williams de un IBM 701 en el Museo Histórico de Ordenadores

Los tubos Williams fueron el primer dispositivo de memoria de acceso aleatorio verdadero. El tubo Williams muestra una cuadrícula de puntos en un tubo de rayos catódicos (CRT), creando una pequeña carga de electricidad estática sobre cada punto. La carga en la ubicación de cada uno de los puntos es leída por una delgada lámina de metal justo en frente de la pantalla. Frederic Calland Williams y Tom Kilburn solicitaron patentes para el tubo Williams en 1946. El tubo Williams era mucho más rápido que la línea de retraso, pero sufría problemas de confiabilidad. El UNIVAC 1103 usó 36 Tubos Williams con una capacidad de 1024 bits cada uno, dando una memoria de acceso aleatorio total de 1024 palabras de 36 bits cada uno. El tiempo de acceso para la memoria de Williams Tube en el IBM 701 fue de 30 microsegundos.
La memoria de tambor magnético fue inventada en 1932 por Gustav Tauschek en Austria. Un tambor consistía en un gran cilindro metálico de rotación rápida recubierto con un material de grabación ferromagnético. La mayoría de los tambores tenían una o más filas de cabezales fijos de lectura y escritura a lo largo del eje largo del tambor para cada pista. El controlador de batería seleccionaba la cabeza adecuada y esperaba a que los datos aparecieran debajo de ella mientras el tambor giraba. El IBM 650 tenía una memoria de batería de 1000 a 4000 palabras de 10 dígitos con un tiempo de acceso promedio de 2.5 milisegundos. 

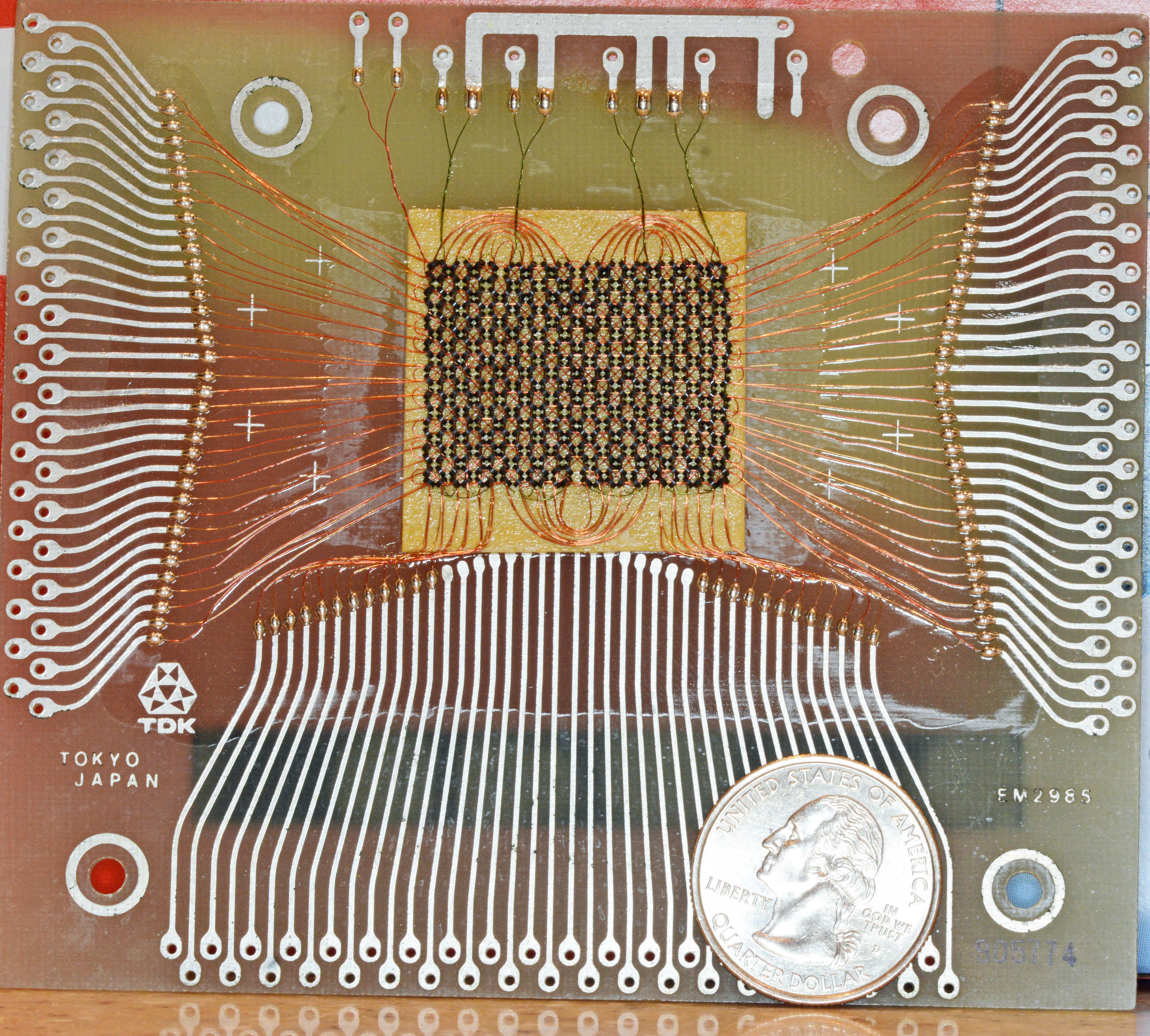
Memoria de núcleo magnético, de 18 × 24 bits, con un cuarto de dólar de EE. UU.

La memoria de núcleo magnético fue patentada por An Wang en 1951. La memoria utiliza pequeños núcleos de anillo magnético, a través de los cuales se enhebran los cables para escribir y leer información. Cada núcleo representa un bit de información. Los núcleos se pueden magnetizar de dos maneras diferentes (en sentido horario o antihorario) y el bit almacenado en un núcleo es cero o uno, dependiendo de la dirección de magnetización de ese núcleo. Los cables permiten que un núcleo individual se establezca en uno o cero y que su magnetización se cambie enviando pulsos de corriente eléctrica apropiados a través de los cables seleccionados. La memoria central ofrecía acceso aleatorio y mayor velocidad, además de una confiabilidad mucho mayor. Se puso rápidamente en uso en computadoras como la MIT / IBM Whirlwind, donde se instalaron 1024 palabras iniciales de memoria de 16 bits en reemplazo de Williams Tubes. Del mismo modo, el UNIVAC 1103 se actualizó al 1103A en 1956, y la memoria central reemplazó a los tubos Williams. La memoria central utilizada en el 1103 tenía un tiempo de acceso de 10 microsegundos.